# إنديانا جونز ومعبد الهلاك (لعبة فيديو 1988)
إنديانا جونز ومعبد الهلاك (بالإنجليزية: Indiana Jones and the Temple of Doom)‏، هي لعبة فيديو أمريكية من نوع مغامرات وأكشن، وهي من تطوير ونشر شركة تينغن، ومن ترخيص شركة لوكاس آرتز، صدرت اللعبة في الأسواق سنة 1988، وتعمل حصرياً على منصة نينتندو إنترتينمنت سيستم.